# Taeniopteryx lita
Taeniopteryx lita — вид веснянок родини Taeniopterygidae. Цей вид мешкає у річках Північної Америки від північних кордонів США до Техасу.